# Singer Super 10
Der Singer Super 10 war ein Fahrzeug der unteren Mittelklasse, das Singer von 1937 bis 1949 als Ergänzung zum kleineren Bantam baute.
Der Wagen hatte einen Vierzylinder-Reihenmotor mit 1193 cm³ Hubraum (Bohrung × Hub = 63,25 mm × 95 mm), der 37 bhp (27 kW) bei 5000/min. leistete. Es handelte sich dabei um einen aufgebohrten Motor des Bantam. Wie alle SingerMotoren seit 1935 hatte der Motor eine obenliegende Nockenwelle. Die Höchstgeschwindigkeit des Wagens lag bei 102 km/h.
Der Super 10 war nur als viertürige Limousine lieferbar.
1949 wurde seine Fertigung ohne direkten Nachfolger eingestellt.